# Campeonato Mundial de Rugby M19 División A de 2002
El Campeonato Mundial de Rugby M19 de 2002 se disputó en Italia y fue la trigésima cuarta edición del torneo en categoría M19.

## Resultados

### Dieciseisavos de final
| 21 de marzo | Nueva Zelanda | 83 - 10 | Corea del Sur |  |  |

| 21 de marzo | Italia | 27 - 24 | Irlanda |  |  |

| 21 de marzo | Sudáfrica | 48 - 3 | Chile |  |  |

| 21 de marzo | Gales | 13 - 3 | Georgia |  |  |

| 21 de marzo | Argentina | 50 - 5 | Japón |  |  |

| 21 de marzo | Uruguay | 13 - 54 | Escocia |  |  |

| 21 de marzo | Francia | 15 - 0 | Rusia |  |  |

| 21 de marzo | Inglaterra | 59 - 6 | Rumania |  |  |

### Cuartos de final 9° al 16° puesto
| 24 de marzo | Corea del Sur | 7 - 32 | Irlanda |  |  |

| 24 de marzo | Chile | 17 - 19 | Rumania |  |  |

| 24 de marzo | Georgia | 15 - 12 | Japón |  |  |

| 24 de marzo | Uruguay | 19 - 26 | Rusia |  |  |

### Cuartos de final 1° al 8° puesto
| 24 de marzo | Nueva Zelanda | 80 - 8 | Italia |  |  |

| 24 de marzo | Sudáfrica | 17 - 8 | Inglaterra |  |  |

| 24 de marzo | Gales | 3 - 3 | Argentina |  |  |

| 24 de marzo | Escocia | 17 - 26 | Francia |  |  |

### Semifinal 13° al 16° puesto
| 27 de marzo | Corea del Sur | 35 - 31 | Chile |  |  |

| 27 de marzo | Japón | 41 - 0 | Uruguay |  |  |

### Semifinal 9° al 12° puesto
| 27 de marzo | Rumania | 7 - 25 | Irlanda |  |  |

| 27 de marzo | Georgia | 15 - 6 | Rusia |  |  |

### Semifinal 5° al 8° puesto
| 27 de marzo | Italia | 8 - 28 | Inglaterra |  |  |

| 27 de marzo | Gales | 24 - 25 | Escocia |  |  |

### Semifinales Campeonato
| 27 de marzo | Nueva Zelanda | 41 - 9 | Sudáfrica |  |  |

| 27 de marzo | Argentina | 6 - 20 | Francia |  |  |

### 15° puesto
| 30 de marzo | Chile | 6 - 15 | Uruguay |  |  |

### 13° puesto
| 30 de marzo | Corea del Sur | 22 - 26 | Japón |  |  |

### 11° puesto
| 30 de marzo | Rumania | 16 - 23 | Rusia |  |  |

### 9° puesto
| 30 de marzo | Georgia | 12 - 34 | Irlanda |  |  |

### 7° puesto
| 30 de marzo | Italia | 15 - 19 | Gales |  |  |

### Quinto puesto
| 30 de marzo | Inglaterra | 10 - 17 | Escocia |  |  |

### Tercer puesto
| 30 de marzo | Sudáfrica | 55 - 19 | Australia |  |  |

### Final
| 30 de marzo | Nueva Zelanda | 71 - 18 | Francia |  |  |

| Bandera de Nueva Zelanda |
| Campeón Nueva Zelanda    |
| Tercer título            |